# Tossal de la Doba
El Tossal de la Doba, antigament grafiat Dova o fins i tot d'Ova, és un cim de 822,5 metres d'altitud situat al límit dels termes municipals d'Abella de la Conca i d'Isona i Conca Dellà, dins del seu antic terme de Sant Romà d'Abella, a la comarca del Pallars Jussà.
És al nord del terme d'Isona i Conca Dellà, i al sud del d'Abella de la Conca; al nord-est de Sant Romà d'Abella; i a ponent del Tossal del Gassó. Al nord-est del Tossal de la Doba s'estenen los Planells.

## Etimologia
El topònim pren el nom del mot romànic tossal (cim prominent), i de l'arrel indoeuropea dub o dubbo, com explica Joan Coromines.